# Ictinogomphus
Ictinogomphus é um género de libelinha da família Gomphidae.
Este género contém as seguintes espécies:
- Ictinogomphus alaquopterus Yousuf & Yunus, 1976
- Ictinogomphus angulosus (Selys, 1854)
- Ictinogomphus australis (Selys, 1873)
- Ictinogomphus celebensis (Schmidt, 1934)
- Ictinogomphus decoratus (Selys, 1854)
- Ictinogomphus dobsoni Watson, 1969
- Ictinogomphus ferox (Rambur, 1842)
- Ictinogomphus fraseri Kimmins, 1958
- Ictinogomphus kishori Ram, 1985
- Ictinogomphus paulini Watson, 1991
- Ictinogomphus pertinax (Hagen in Selys, 1854)
- Ictinogomphus pugnovittatus Yousuf & Yunus, 1976
- Ictinogomphus rapax (Rambur, 1842)
- Ictinogomphus regisalberti (Schouteden, 1934)
- Ictinogomphus tenax (Hagen in Selys, 1854)